# Chapelle Saints-Hubert et Antoine
Pour les articles homonymes, voir Église Saint-Hubert et Chapelle Saint-Antoine.
La chapelle Saints-Hubert et Antoine est un édifice religieux catholique classé situé dans le village de Wathermal faisant partie de la commune de Gouvy en province de Luxembourg (Belgique).

## Situation
La chapelle entourée par son cimetière se dresse au sommet d'un petit éperon rocheux renforcé ponctuellement par des murets en schiste. Elle est située à l'ouest du petit village ardennais de Wathermal, à une altitude de 480 mètres et fait partie d'un agréable site paysager dominant un étang et une petite aire de repos et de loisirs.

## Historique
La tour est bâtie durant le Moyen Âge tardif, entre le XIIe siècle et le XVe siècle, alors que la nef est construite au XVIIIe siècle, la chapelle étant consacrée en 1769. Fortement endommagé au cours de la Bataille des Ardennes, le site a été remarquablement restauré.

## Architecture
La chapelle de dimension similaire à certaines églises (longueur d'environ 20 mètres) comme l'église Saint-Remi de Tavigny est réalisée en pierres de schiste ardennais enduites de couleur blanche. La toiture est en ardoises. La tour carrée de trois niveaux est percée de petites ouvertures et est surmontée d’une flèche d’ardoises octogonale avec abat-sons ponctuée d'une croix en fer forgé et d'un coq en girouette. La nef est constituée de trois travées percées de baies cintrées ornées de vitraux et le chevet est formé de trois pans coupés dont le pan axial est percé d'une baie. Sur la face sud de la nef, se trouve la porte d'entrée cintrée. Une seconde croix en fer forgé se dresse au-dessus du chevet.

## Cloches
Le sanctuaire conserve également deux cloches prénommées Marie et Kateline fondues en 1369 par Maître Jacques de Huy. Celles-ci comptent d’ailleurs parmi les plus anciennes cloches conservées en Belgique.

## Classement
La chapelle Sainte-Hubert-et-Antoine, à Wathermael-Beho ainsi que l'ensemble formé par ladite chapelle, le cimetière et le promontoire rocheux, jusqu'à la route et la rivière au sud et à l'ouest sont classés depuis le 22 février 1951 et repris sur la liste du patrimoine immobilier classé de Gouvy.